# Mramor (berg i Kosovo)
Mramor är ett berg i Kosovo. Det ligger i den södra delen av landet, 90 km söder om huvudstaden Priština. Toppen på Mramor är 2 298 meter över havet, eller 62 meter över den omgivande terrängen. Bredden vid basen är 0,51 km.
Terrängen runt Mramor är kuperad åt sydväst, men åt nordost är den bergig. Runt Mramor är det ganska tätbefolkat, med 111 invånare per kvadratkilometer. Närmaste större samhälle är Dragash, 14,7 km norr om Mramor. Trakten runt Mramor består till största delen av jordbruksmark.